# Угловское
Угло́вское — село в Алтайском крае. Административный центр Угловского района.

## География
Расположено в 370 км к юго-западу от Барнаула. На месте бывшей железнодорожной станции Ново-Угловское (12 км), образован посёлок Новоугловский. Угловское одна из самых жарких точек на Алтае, как и во всей Сибири, самыми жаркими месяцами в Угловском были июли 1965 +24.2° и 2008 +24.1°.

## История
Основано в 1850 году. В 1928 г. село Угловское состояло из 451 хозяйства, основное население — русские. Центр Угловского сельсовета Угловского района Рубцовского округа Сибирского края.

## Население
| 1926  | 1959  | 1970  | 1979  | 1989  | 1997  | 1998  | 1999  | 2000  |
| ----- | ----- | ----- | ----- | ----- | ----- | ----- | ----- | ----- |
| 2337  | ↗2834 | ↗3003 | ↗3647 | ↗4076 | ↗4641 | ↘4640 | ↗4682 | ↗4730 |
| 2001  | 2002  | 2003  | 2004  | 2005  | 2006  | 2007  | 2008  | 2009  |
| ↗4743 | ↗4781 | ↗4806 | ↗4877 | ↗4893 | ↗4913 | ↗4936 | ↗4945 | ↘4755 |
| 2010  | 2011  | 2012  | 2021  |       |       |       |       |       |
| ↘4368 | ↘4364 | ↗4387 | ↘3878 |       |       |       |       |       |

## Экономика и социальная сфера
Лесничество, средняя школа, библиотеки, клубы, ДК, детские сады, медучреждения, музыкальная школа, ДЮСШ, музей.